# Onitis orthopus
Onitis orthopus là một loài bọ cánh cứng trong họ Bọ hung (Scarabaeidae).